# ジョブテシオ
ジョブテシオ株式会社（JobTessio, Inc.) は、海外人材の新卒採用、機電系学生の新卒採用、中途採用など人材コンサルティングを主な業務とする日本の企業。

## 概略
三井化学に勤めていた石黒嘉浩と松原良輔が2008年に設立。日本の少子高齢化や若年層の理系離れにより、優秀な理系人材の新卒採用の難しさに直面し、海外から理系の日本語人材を採用するといった新しいスキームでビジネスを開始。また、同年から日本のモノづくりの発展には欠かせない、国内の「機電系」学生に特化した企業の採用支援も始めている。
2014年には松原良輔が社長に就任。
同年7月には、海外法人であるジョブテシオ シンガポールを設立した。中国法人とインド法人に続き、シンガポール法人は同社にとって3社目となる。グローバル採用サポートを強化するとともに、新規事業開発にも注力して取り組むと発表している。

## 社名の由来
ジョブテシオは、英語ではJobTessioと表記され、「ジョブ」と「テシオ」の2語からなる造語である。
採用活動を支援する事業を軸とすることから、事業内容がイメージしやすい「ジョブ」、「テシオ」は手塩を意味しており、「手塩にかけて」関係者をフォローするという想いが込められている。

## 沿革
2008年　
- ジョブテシオ株式会社設立
- 中国現地法人を大連に設立

2010年
- インド現地法人をデリーに設立

2015年
- シンガポール現地法人を設立

2016年
- 国内理系新卒採用支援サービス部門を株式会社コトラへ譲渡[3]

2017年
- 全株式を株式会社ネオキャリアに譲渡[4]